# Енчовци
Енчовци (на местния диалект Енчевци) е село в Северна България. То се намира в община Трявна, област Габрово.

## География
Село Енчовци се намира в планински район.

## История
Из архивите:
- Кредитна кооперация „Съгласие" – Енчевци (1938 – 1948/49)
- Училищно настоятелство – Енчевци (1893 – 1934)
- Народно основно училище – Енчевци (1931 – 1965)
- Народно читалище „Отец Паисий" – Енчевци (1926 – 1967)
- Селско общинско управление – Енчевци (1899 – 1934)

## Енчовска селска община (1899 – 1934)
Днес Енчовската селска община е присъединена към кметство Плачковци, община Трявна.
| - Бърдарите - Горни Маренци - Горни Радковци - Долни Маренци - Долни Радковци - Енчовци | - Киселковци - Маруцековци - Носеите - Табаците (Сечен камък) - Гуглевци (Радино) |

## Религии
Православно християнство

## Културни и природни забележителности
- Църква „Св. Успение Богородично“ – недействащ храм, културен обект от национално значение.
- Паметник на загиналите от войните в центъра на Енчовци [4]

## Редовни събития
24 МАЙ – тържество на площада пред училището в село Енчовци
Курбан около Св. Богородица през месец август (между 10 и 20 август), в зависимост от почивните дни. Курбанът се празнува в двора на Енчевската църква „Св. Успение Богородично“.

## Личности, свързани с Енчовци
- уста Димитър Сергьов, тревненски майстор, строител, построил църквата в Енчовци[5]
- поп Кою Витанов, тревненски майстор, дърворезбар, направил иконостаса и трона в църквата в Енчовци[6]
- поп Златю Иванов Ангелов, свещеник в църквата в Енчовци в началото на XX век
- доц. Никола Кръстников, учредител на Българското психологично дружество, учител в Енчовци [7]
- архимандрит Евтимий Зографски – игумен на Зографски манастир „Свети вмч. Георги“.

След промяната на църковния календар през 1968 г. арх. Евтимий отива на Света гора – Атон, където впоследствие е избран за игумен на манастира Зограф. Самата Божия Майка му казва, че трябва да поеме отговорността за Светата Обител. Представя се пред Господа през 1994 г. от Рождество Христово на празника Въведение Богородично – 21 ноември /църковен календар/.
- В Енчовци е вилата на Антон Константинов – виден счетоводител от Габрово. Той е носител на приза „Красив дом, уютен двор“ присъден от община Трявна през 2011 г.

## Личности, починали в Енчовци
- Стефан Продев (1927 – 2001), писател, есеист, публицист, редактор.

Стефан Продев пише книгата „Картини от камък“, вдъхновена от красивата Енчевска природа.